# Norrtuna, Gnesta kommun
Norrtuna är en småort i Kattnäs socken i Gnesta kommun.
Norrtuna präglas främst av det så kallade Norrtuna slott, en herrgårdsanläggning uppförd i början av 1900-talet.